# بيل باتون
بيل باتون (بالإنجليزية: Bill Patton)‏ هو لاعب كرة قاعدة أمريكي، ولد في 7 أكتوبر 1912 في كورنوال في الولايات المتحدة، وتوفي في 15 مارس 1986 في فيلادلفيا في الولايات المتحدة.

## وصلات خارجية
- بيل باتون على موقعبيزبول رفرنس.كوم (الدوري الرئيسي) (الإنجليزية)